# Charmion
Charmion (grec : Χάρμιον ; du grec ancien χάρμα (kharma) « source de plaisir »), est une servante et conseillère de confiance de Cléopâtre VII. Plutarque, dans sa biographie des Vies parallèles de Marc-Antoine, écrit que Charmion gérait les principales affaires du gouvernement de Cléopâtre ; elle occupe donc une position importante dans le cercle de confiance de Cléopâtre.

## Plutarque
Dans sa biographie des Vies parallèles de Marc Antoine, Plutarque note qu'Auguste César « fit faire un décret, déclarant la guerre à Cléopâtre, et privant Antoine de l'autorité qu'il avait laissé une femme exercer à sa place ». César ajouta que « Marc Antoine avait bu des potions qui l'avaient privé de ses sens, et que les généraux avec lesquels ils auraient à se battre seraient Mardion l'eunuque, Pothinus, Iras, la coiffeuse de Cléopâtre, et Charmion, qui étaient les principaux conseillers d'État de Marc Antoine. »
Plutarque a décrit plus tard la scène après le suicide de Cléopâtre :

« Les messagers arrivèrent à toute vitesse, et trouvèrent les gardes n'appréhendant rien ; mais en ouvrant les portes, ils la virent morte, couchée sur un lit d'or, parée de tous ses ornements royaux. Iras, une de ses femmes, gisait mourante à ses pieds, et Charmion, prête à tomber, à peine capable de soutenir sa tête, ajustait le diadème de sa maîtresse. Et quand quelqu'un qui entrait dit avec colère : « Est-ce bien fait de la part de votre dame, Charmion ? ». « Extrêmement bien », répondit-elle, « et comme il convient à la descendante de tant de rois » ; et en disant cela, elle tomba morte au chevet du lit. »

## Shakespeare
Charmion a été mis en scène de nombreuses fois aux côtés de Cléopâtre, notamment dans la tragédie de William Shakespeare, Antoine et Cléopâtre (sous le nom de Charmian). La dernière réplique de Shakespeare pour Charmian est tirée de Plutarque :
C'est bien fait, et approprié pour une princesse.

Descendant de tant de rois royaux
.

## Dramatisations ultérieures
Un film muet de 1917, Cléopâtre, mettait en scène Dorothy Drake dans le rôle de Charmian.
Eleanor Phelps est apparue dans le rôle de Charmion dans le film Cléopâtre de 1934 avec Claudette Colbert.
Jean Byron jouait le rôle de Charmion dans le film Serpent du Nil de 1953.
Dans le film Cléopâtre de 1963 avec Elizabeth Taylor, Isabel Cooley jouait le rôle de Charmian.
La mezzo-soprano Rosalind Elias a incarné Charmian lors de la première représentation de l'opéra de Samuel Barber de 1966, Antony and Cleopatra, basé sur la pièce de Shakespeare.
Plus récemment, une version de Charmian a été interprétée par Kathryn Hunter dans la série télévisée Rome de la BBC en 2005 et 2007.
Charmion est le personnage principal du roman Hand of Isis de Jo Graham. Elle est également un personnage principal de Queen Cleopatra de Talbot Mundy.
Charmian est un personnage clé de la trilogie Le dernier pharaon de Jay Penner.